# 1634 års regeringsform
1634 års regeringsform var Sveriges första regeringsform, men hade ej karaktär av grundlag. I inledningen hänvisades till kungens rätt enligt gällande lag – det vill säga konungabalken i landslagen. Syftet har troligen varit att reglera rikets styrelse och administration under kung Gustav II Adolfs frånvaro, och eventuella frånfälle, under trettioåriga kriget. 
Regeringsformen antogs av rikets ständer 29 juli (gamla stilen) 1634. Den antogs dock inte av kungamakten på grund av kungens frånfälle 1632 och drottning Kristinas låga ålder. Den har dock tillämpats och haft stor betydelse för Sveriges formning till en enhetsstat. Den kan inte heller anses ha fungerat i praktiken mellan 1682 och 1719 då kungen var enväldig och suveränitetsförklaringen (från 1693) sade att kungen var obunden av Regeringsformens bestämmelser.
1634 års regeringsform befäste Stockholms roll som förvaltningscentrum och huvudstad, då kungahus, regering, riksdag och centralförvaltning samlades till staden.

## Riksämbeten
En viktig del var att regeringens arbete reglerades genom hur de fem riksämbetsmännen: riksdrotsen, riksmarsken, riksamiralen, 
rikskanslern och riksskattmästaren, var organiserade. De blev nu chefer för var sitt ämbetsverk eller kollegium: Hovrätten, Krigsrådet, Amiralitetet, Kansliet och Räknekammaren.

## Arméns organisation
Paragraf 31 angav att armén skulle bestå av 8 kavalleriregementen (varav tre i Finland) och 20 infanteriregementen (varav sju i Finland). Därutöver tillkom värvade och tillfälliga förband av vilka Gula regementet (sedermera Livgardet) var det viktigaste.

## Genomgång av paragraferna

### § 1
Kungen och alla ämbetsmän ska rätta sig efter den kristna läran som den beskrivs i Martin Luthers lilla katekes, Augsburgska bekännelsen samt Uppsala möte

### § 2
Tronen går i arv såsom det är reglerat i Västerås arvförening samt med ändringar i Norrköpings arvförening

### § 3
Kungen styr riket efter lagen.

### § 4
Det slås fast att eftersom riket är stort kan kungen inte själv sköta alla ärenden själv och därför finns under kungen en hierarki av ämbetsmän.

### § 5
I riksrådet ingår tjugofem män inräknat innehavarna av de fem riksämbetena: drots, marsk, amiral, kansler och skattmästare.

### § 6
Rikskollegierna hovrätten, krigsrådet, amiralitetet, kansliet och räknekammaren inrättas för att hantera regeringsärenden.

### § 7-9
Hovrättens verksamhetsområde. Inrättandet av fler hovrätter och deras sammansättning. §8 framhåller att eftersom riket är stort lider ofta folk orätt för att de inte har råd och tid att överklaga. Därför inrättas fyra hovrätter i olika delar av riket:
- Svea hovrätt i Stockholm för Svea rike.
- Göta hovrätt i Jönköping för Göta rike.
- Åbo hovrätt i Åbo för Finland och bägge Karelerna.
- Livlands hovrätt i Dorpat för Livland och Ingermanland.
- En mindre hovrätt för Preussen som då behärskades av Sverige.

### § 10
Regler för Krigsrådet.

### § 11
Regler för Amiralitetet.

### § 12
Regler för Kansliet.

### § 13
Regler för Räknekammaren.

### § 14-15
Kollegierna har sina säten i Stockholm: kansliet och räknekammaren på slottet, krigsrådet och amiralitetet på Blasieholmen såvida inte kungen på grund av pest, sjukdom eller liknande orsak flyttar hovet till annan ort.

### § 18
Riks- eller övermarskalken sköter den kungliga hovstaten.

### § 19
Tygmästaren ansvarar för allt artilleri i riket.

### § 20
Riksstallmästaren är chef för kungens hovstall och ansvarar för allt som hör dit.

### § 21
Riksjägmästaren är chef och ansvarig för kungens parker, djurgårdar, skogar samt jakträttigheter.

### § 23
Uppräkning av Sveriges indelning i län samt residensorter

### § 24
Regler för överståthållaren

### § 25
Regler för landshövdingarna

### § 26
Uppräkning av de 14 lagsagorna

### § 31
Omfattningen av armén:
"Landsöfversterne och regementen till häst och fot, hvart stort efter som landskapen är store till, skole vara till talet 28, nembligen 8 till häst och 20 till fot. Till häst skall först vara öfversten öfver ridderskapeds russtiänst, hvilkes öfversteleutenampt skall sittia i Finland. Den andre landsöfversten till häst skall vara öfver Uplands, Väsmanlands, Närike och Vermelands rytter. Den tridie öfver Vestergöte och Dals ryttere. Den fierde öfver Finlands ryttere i Åbo län med både Sategunder. Den fempte öfver Smålands och Ölands ryttare. Den siette öfver Tavastelands och Nylands ryttare. Den siunde öfver Östergötlands och Sudermanlands rytter och den ottonde öfver Carelske ruttare i Viborgs och Nyslotts län. Till fot först Uplands regemente, därunder hörer Upland; det andre Vestgöte regementet, därunder hörer Scharaborgs län; det tridie Finske regementet, därunder hörer Åbo län; det fierde Sudermanlands regemente, därunder hörer Sudermanland; det fempte Smålands regemente, därunder hörer Cronebergs och Jönköpings län; det siette det andre Finsche regementet, därunder både Sategunder; det siunde Daleregementet, därunder hörer Dalarne och Bergslagen; det ottonde Östgöte regementet, därunder hörer Östergötland; det nionde Tavaste regementet, därunder hörer Tavasteland; det tionde Helsinge regementet, därunder hörer Helsingeland och Ångermanland; det ellofte och tolfte är tvenne Vestgöte regementer under Elfsborgs län och Dal; det trettonde och fiortonde både Carelsche regementerne, därunder hörer Viborgs län och Savolax; det femptonde Väsmanelands regemente, därunder hörer Väsmanneland; det sextonde Norrlands regemente, därunder hörer Norre- och Vesterbottn, det siuttonde det andre Smålands regemente, därunder hörer Calmar län och Öland; det adertonde Nylands regemente, därunder hörer Nyland; det nittonde Värmelands regemente, därunder hörer Närike och Värmeland; det tiugonde Österbottns regemente, därunder hörer hela Österbottn.
Och skole desse regementen till häst och fot efter ordningen hållas complette och heller starkare än svagare. Och efter landskapen icke äre like till mantal, såsom och för andre orsaker skuld, så kan och motte sådant lämpas efter lägenheten, allenast att regementen behålla sine nampn af förbe:de landskap. Alle desse öfverster, öfversteleutnanter och majorer, ryttmästare och capiteiner, så vidt de infödde, besitte och bofaste män äre i riket eller bofaste mannabarn, komme och måge kallas till riksens möten och hafva där stånd och röst, när de inrikes äre eller icke med synnerlig tiänst förhindrade, men inge andre eller flere".

### § 60
I kungens frånvaro får ingen adlas eller utländsk adelsman naturaliseras i adelsståndet, inte heller får några av kronans skattegods säljas eller bortskänkas. 

### § 65
Om kungaätten utslocknar övertar de 5 riksämbetena tillsammans med riksrådet riksstyrelsen till dess ständerna valt en ny kung